# Caledomicrus mimeticus
Caledomicrus mimeticus (лат.) — вид жуков-усачей из подсемейства Lamiinae.
Мимикрируют под муравьёв Camponotus.

## Распространение
Океания: Новая Каледония.

## Описание
Мелкие жуки, длина менее 1 см. Покровы смоляно-чёрные, за исключением желтовато-коричневой вершины голени, лапок, надкрылий и усиков за пределами второго сегмента. Голова округлая, глаза редуцированные и плоские. Усики тонкие и почти равны или немного короче тела. Голова округлая и несколько выпуклая, переднеспинка очень удлиненная, длиннее надкрылий, суженная так, что напоминает разделенную грудь муравья. Надкрылья короткие и дугообразные. Также «осиная талия» между проподеумом и «муравьевидным» брюшком выглядят как сужение или стебелёк петиоль у муравьёв. Ноги очень длинные и тонкие, покрыты длинным сероватым войлоком; голени слабо дугообразные, уплощенные и расширенные посередине. Взрослые особи не умеют летать (задние крылья рудиментарные). Личинки, вероятно, живут под землей на корнях. Составляют комплекс мимикрии с муравьём Camponotus gambeyi Emery, 1883.

## Таксономия и этимология
Вид был впервые описан в 2011 году и включён в состав трибы Parmenini из подсемейства Lamiinae. Родовое название Caledomicrus происходит от имени места обнаружения (Новая Каледония) и мирмекоморфных признаков.